# Говард Джейкобсон
Говард Джейкобсон (англ. Howard Jacobson; 25 серпня 1942) — британський письменник і журналіст. Найбільш відомий завдяки написанню гумористичних романів на тему проблем британських євреїв. Переклади на українську відсутні.
Джейкобсона було нагороджено Букерівською премією з художньої літератури за його роман «Проблема Фінклера» (англ. The Finkler Question). Книга, опублікована лондонським видавництвом Блумсбері (англ. Bloomsbury), досліджує питання сучасного життя євреїв, а також присвячена темам «кохання, втрати і чоловічої дружби». Голова суддівської комісії, сер Ендрю Моушен (англ. Andrew Motion), сказав: «„Проблема Фінклера“ — прекрасна книга: дуже весела, звичайно ж, але також дуже розумна, дуже сумна і дуже вишукана. Вона є тим, чим виглядає, і набагато більшим, ніж виглядає. Абсолютно достойний переможець цієї видатної нагороди». Джейкобсон став найстарішим переможцем (68 років) з часів перемоги Вільяма Голдінга у 1980 році, а «Проблема Фінклера» є першим гумористичним романом-переможцем за 42-річну історію нагороди.

## Телебачення
Говард також працював на телекомпанії. До його останніх телевізійних програм належать Howard Jacobson Takes on the Turner на каналі Channel 4 у 2000 році, і The South Bank Show у 2002 році, яку було випущено під назвою «Чому роман важливий» (англ. Why the Novel Matters). Обидві його не художні книжки Roots Schmoots: Journeys Among Jews (1993), та Seriously Funny: From the Ridiculous to the Sublime (1997) були викуплені в нього і екранізовані у телесеріалах.
У 2010 Джейкобсон представив першу частину серіалу The Bible: A History на каналі Channel 4 під назвою Сотворіння (Creation).